# NGC 1018
NGC 1018 je galaksija u zviježđu Kit.

## Vanjske poveznice
- SEDS: NGC 1018